# 两色冻绿
两色冻绿（学名：Rhamnus crenata var. discolor）为鼠李科鼠李属下的一个变种。